# Stina Vrang Elias
Stina Vrang Elias (født 3. september 1966) er administrerende direktør i Tænketanken DEA

## Karriere
Stina Vrang Elias blev Cand.scient.adm. ved Roskilde Universitetscenter i 1995. Derefter var hun ansat som projektleder i Danmarks Evalueringsinstitut (EVA) 1995-97, hvorefter hun blev ansat som analytiker ved Oxford Research A/S 1998-99. I perioden 1999-2005 var hun ansat i Dansk Industri i en række forskellige stillinger i årenes løb, sidst som Souschef for DI Fødevarer. Fra 2006 har hun været underdirektør, siden 2009 adm. direktør, for Tænketanken DEA og den almennyttige forening DSEB.
Foruden stillingen som adm. direktør i DEA besidder Stina Vrang Elias i dag adskillige poster i råd og bestyrelser. Hun er formand for Rådet for de grundlæggende Erhvervsrettede Uddannelser (REU) og Det rådgivende udvalg for vurdering af udbud af videregående uddannelser (RUVU).  
Hun sidder i bestyrelsen for BRF fonden, Levende Musik i Skolen og Komponent. Hun er bestyrelsesformand for HF & VUC Nordsjælland og Det Nationale Forskningscenter for Arbejdsmiljø (NFA). 
Tidligere har hun været medlem af Mønsterbryderkorpset 2014, formand for Rådet for de grundlæggende Erhvervsrettede Uddannelser (REU) siden 2015, formand for Disruptionrådet siden 2017 og formand for Ekspertgruppen vedr. voksen-, efter- og videreuddannelse siden 2017. 
16. december 2023 blev hun ridder af Dannebrog.